# 线叶柴胡
线叶柴胡（学名：Bupleurum angustissimum）为伞形科柴胡属的植物。分布在中国大陆的青海、陕西、内蒙古、山西、甘肃等地，生长于海拔800米至2,700米的地区，多生长在干旱草原、干旱石坡、干旱山坡及山谷河边草地，目前尚未由人工引种栽培。